# Serrat d'Estivella
El Serrat d'Estivella és una serra situada al municipi de Coll de Nargó a la comarca de l'Alt Urgell, amb una elevació màxima de 1.211 metres.